# Mistrzostwa Świata w Kolarstwie Szosowym 1937
17. Mistrzostwa świata w kolarstwie szosowym – zawody kolarskie, które odbyły się w dniach 23–24 sierpnia 1937 w stolicy Danii – Kopenhadze. Były to trzecie zorganizowane w tym kraju mistrzostwa świata (poprzednio w 1921 i 1931). Nikomu nie udało się obronić tytułu mistrza świata.
Bardzo nieudany był start reprezentantów Polski, bowiem nie tylko nie zdobyli oni żadnego medalu, ale nikomu nie udało się zająć miejsca w pierwszej dziesiątce. Najlepszym osiągnięciem było zajęcie 22. miejsca przez Bolesława Napierałę w wyścigu ze startu wspólnego amatorów.

## Kalendarium zawodów
| Kalendarz MŚ w Kolarstwie Szosowym 1937 |       |       |
| Konkurencja (dystans)                   | Data  | Data  |
| Konkurencja (dystans)                   | 23.08 | 24.08 |
| Mężczyźni                               |       |       |
| Elita                                   |       |       |
| Wyścig ze startu wspólnego (297,5 km)   |       |       |
| Amatorzy                                |       |       |
| Wyścig ze startu wspólnego (204 km)     |       |       |

## Medaliści
| Konkurencja dystans – (data)                        | Złoto:          | Czas (prędkość)       | Srebro:        | Czas   | Brąz:          | Czas   |
| Mężczyźni                                           |                 |                       |                |        |                |        |
| Elita                                               |                 |                       |                |        |                |        |
| Wyścig ze startu wspólnego 297,5 km – (23 sierpnia) | Éloi Meulenberg | 7:59:48 (37,203 km/h) | Emil Kijewski  | + 0:00 | Paul Egli      | + 0:00 |
| Amatorzy                                            |                 |                       |                |        |                |        |
| Wyścig ze startu wspólnego 204 km – (24 sierpnia)   | Adolfo Leoni    | 5:48:20 (35,138 km/h) | Frode Sørensen | + 0:00 | Fritz Scheller | + 0:00 |

## Szczegóły
| Miejsce | Zawodnik          | Narodowość | Czas    |
| [ a ]   | Éloi Meulenberg   | Belgia     | 7:59:48 |
| srebro  | Emil Kijewski     | III Rzesza | + 0:00  |
| brąz    | Paul Egli         | Szwajcaria | + 0:00  |
| 4       | Jean Majerus      | Luksemburg | + 0:00  |
| 5       | Georges Speicher  | Francja    | + 0:00  |
| 6       | Aad van Amsterdam | Holandia   | + 6:14  |
| 7       | Michel d'Hooghe   | Belgia     | + 6:14  |
| 8       | Otto Weckerling   | III Rzesza | + 6:14  |

| Miejsce | Zawodnik           | Narodowość      | Czas    |
| złoto   | Adolfo Leoni       | Włochy          | 5:48:20 |
| srebro  | Frode Sørensen     | Dania           | + 0:00  |
| brąz    | Fritz Scheller     | III Rzesza      | + 0:00  |
| 4       | Joop Demmenie      | Holandia        | + 0:00  |
| 5       | Giovanni Bisio     | Włochy          | + 0:00  |
| 6       | Jean Bolliger      | Szwajcaria      | + 0:00  |
| 7       | Ingvar Ericsson    | Szwecja         | + 0:00  |
| 8       | Ray Jones          | Wielka Brytania | + 0:00  |
| 9       | Giordano Cottur    | Włochy          | + 0:00  |
| 10      | Herbert Hackebeil  | III Rzesza      | + 0:00  |
|         |                    |                 |         |
| 22      | Bolesław Napierała | Polska          | + 5:52  |

## Tabela medalowa
| Tabela medalowa |               |       |        |      |       |
| Miejsce         | Reprezentacja | Złoto | Srebro | Brąz | Razem |
| 1               | Belgia        | 1     | 0      | 0    | 1     |
| 1               | Włochy        | 1     | 0      | 0    | 1     |
| 3               | III Rzesza    | 0     | 1      | 1    | 2     |
| 4               | Dania         | 0     | 1      | 0    | 1     |
| 5               | Szwajcaria    | 0     | 0      | 1    | 1     |